# Carl Peter von Dietrich
Carl Peter von Dietrich (São Paulo, 23 de novembro de 1936 – São Paulo, 1 de fevereiro de 2005) foi um bioquímico, pesquisador e professor universitário brasileiro.
Comendador e Grande Oficial Ordem Nacional do Mérito Científico, membro titular da Academia Brasileira de Ciências, Carl Peter era professor titular do Departamento de Bioquímica da Escola Paulista de Medicina (EPM/UNIFESP).
Considerado um dos grandes cientistas brasileiros, Dietrich foi responsável pela implantação do programa de pós-graduação em Biologia Molecular da Unifesp. Sua pesquisa era voltada principalmente para o estudo de proteoglicanos e glicosaminoglicanos.

## Biografia
Dietrich nasceu na capital paulista em 1936, filho de imigrantes alemães. Em 1958, ingressou no curso de medicina da Universidade Estadual do Rio de Janeiro. Desde seu primeiro ano de graduação Dietrich começou sua formação científica na Fiocruz, em Manguinhos, trabalhando com Walter Oswaldo Cruz até 1962. Em seu último ano de curso, teve a oportunidade de fazer especialização em bioquímica e de trabalhar com Horacio Pontis e Luis Federico Leloir, futuro ganhador do Nobel de Medicina, no Instituto de Investigaciones Bioquímicas Fundación Campomar.
De volta ao Brasil, Dietrich se vinculou ao grupo de pesquisa de Jack Leonard Strominger, na Universidade de Wisconsin-Madison, nos Estados Unidos. Em 1966, ingressou no doutorado em ciências pela Universidade de Saskatchewan, no Canadá, defendendo em 1970. Em 1973, propôs a estrutura básica da heparina, tema que seria sua principal linha de pesquisa acadêmica.
De 1970 a 1986, foi professor adjunto da Universidade Federal de São Paulo. Em 1987, tornou-se professor titular do Departamento de Bioquímica da mesma instituição. Foi eleito membro titular da Academia Brasileira de Ciências em 1975. Durante sua vida científica isolou e caracterizou mais de 20 enzimas.
Ao longo da carreira, Dietrick teve a oportunidade de desenvolver novos métodos de separação, análise e de identificação e caracterização de glicosaminoglicanos, de desvendar os mecanismos envolvendo proteoglicanos e glicosaminoglicanos, além de propor seus papéis biológicos e farmacológicos.
Dietrick foi professor convidado de diversas universidades como a Loyola University Chicago, Universidade Nacional Maior de São Marcos e o Istituto Scientifico di Chimica e Biochimica "G. Ronzoni", em Milão. Publicou 140 trabalhos e escreveu 27 capítulos em livros. Tem 2750 citações de seus trabalhos publicados, além de cerca de 200 comunicações em congressos nacionais e internacionais publicadas.

## Morte
Dietrick morreu em sua casa, em São Paulo, em 1 de fevereiro de 2005, aos 68 anos, devido a um infarto. Ele foi velado no saguão da Escola Paulista de Medicina, hoje Unifesp.

## Homenagens
Em 1991, recebeu o Prêmio Rheinboldt Hauptmann, do Instituto de Química da Universidade de São Paulo, por seu trabalho Biologia dos Glicosaminoglicanos.
A enzima do veneno da aranha Loxosceles intermedia, conhecida como hialuronidase de Dietrich, foi nomeada em sua homenagem.
O laboratório de Ressonância Magnética Nuclear Prof. Dr. Carl Peter Von Dietrich, da Unifesp, também foi nomeado em sua homenagem.
A CAPES homenageou este cientista dando o nome de uma das categorias da 1ª edição do Grande Prêmio Capes de Tese.